# Patron-Driven-Acquisition
Patron-Driven-Acquisition (PDA), zu Deutsch „kundengesteuerte Erwerbung“, ist ein Erwerbungsmodell für Medien im Bibliothekswesen, bei dem die Kaufentscheidung vom Kunden ausgeht. Bei diesem Erwerbungsmodell wird den Kunden eine Vielzahl von Veröffentlichungen angeboten, die jedoch erst bei tatsächlicher Nutzung durch den Kunden von der Bibliothek gekauft werden.

## Definition
Patron-Driven-Acquisition ist in der englischsprachigen Literatur auch unter folgenden Synonymen bekannt: Demand-Driven-Acquisition, Patron-Selection Programs, User-Driven Collection, Research-Driven Acquisition Model und Patron-Initiated Purchase.
In Deutschland hat sich jedoch die Begrifflichkeit Patron-Driven-Acquisition durchgesetzt.
Dieses Erwerbungsmodell kann sowohl für elektronische Bücher (E-Books) als auch für Printmaterialien angewendet werden, in der deutschsprachigen Literatur wird sich jedoch vermehrt auf E-Books bezogen.

## Ziel
Mittels Patron-Driven-Acquisition wird den Kunden die Entscheidungsgewalt über den Bestandsaufbau übertragen, die Erwerbung durch die Entscheidungen eines Bibliothekars tritt zugunsten der stärkeren Nutzerorientierung zurück. Ein weiterer Vorteil bei diesem Modell ist, dass die Veröffentlichungen von Kunden „just-in-time“ und ortsunabhängig genutzt werden können.

## Historische Entwicklung
Seit Ende des zwanzigsten Jahrhunderts lässt sich in Ausleihstatistiken von Bibliotheken ein Trend zur immer geringeren Nutzung der erworbenen Printmedien durch die Kunden erkennen. Dies kann als Anlass für die Entstehung der Idee für Patron-Driven-Acquisition angesehen werden.
Unabhängig voneinander entsteht die Idee in Nordamerika durch das Unternehmen NetLibrary und in Australien und Europa durch das Unternehmen Ebooks Corporation.

### Historische Entwicklung in Nordamerika
Um die Idee der Patron-Driven-Acquisition umsetzen zu können, wurde von dem Unternehmen NetLibrary 1999 ein Modell entwickelt, das diese Art von Erwerbung ermöglichen sollte. Es gilt als das erste Patron-Driven-Acquisition-Modell. Hierfür wurde von dem Unternehmen NetLibrary ein Vertrag mit der Colorado Alliance of Research Libraries ausgehandelt. 2002 übernahm das Unternehmen OCLC das Unternehmen Netlibrary auf Grund von Insolvenz. Auf Grund hoher Umsetzungskosten wurde der Vertrag mit der Colorado Alliance of Research Libraries 2006 aufgelöst, ein neues Patron-Driven-Acquisition entwickelt und 2009 auf den Markt gebracht. Während der Entwicklung des neuen Modells wurde NetLibrary von dem E-Book-Aggregator EBSCO Information Services gefördert, der NetLibrary 2010 aufkaufte, das Modell weiterentwickelte und Juli 2011 unter dem Namen eBooks on EBSCOhost nutzbar machte.

### Historische Entwicklung in Australien und Europa
Fast zeitgleich plante das Unternehmen Ebooks Corporation in Australien, einen E-Book-Service für Bibliotheken anzubieten. Basierend auf einer Kooperation mit der Bibliothek der Curtin University wurde 2001 eine geeignete E-Book-Plattform mit dem Namen Ebook Library entwickelt. Es folgte die Entwicklung eines PDA-Modells, das offiziell 2004 in der Zusammenarbeit von Ebooks Corporation mit der Curtin University, der CERN und anderen wissenschaftlichen Bibliotheken (North Carolina State University, Yale University, the Council for Australian University Libraries) in beratender Funktion entstanden ist. Die Beta-Version des PDA-Modells wurde von der Curtin University getestet, 2006 von CERN in den Routinebetrieb übernommen und von der Swinburne University of Technology ab Anfang 2006 als Pilotprojekt getestet.
Im selben Jahr entstand ein weiteres Modell zur Umsetzung der PDA durch das Unternehmen Ingram Content Group Inc. mit dem Namen MyiLibray. 2010 brachte das Unternehmen Ebrary (heute ProQuest) das gleichnamige PDA-Modell auf den Markt.
Auch Verlage mit eigenen E-Book-Plattformen haben eigene Patron-Driven-Acqusition-Geschäftsmodelle entwickelt, wie in Deutschland beispielsweise Verlag Walter de Gruyter seit 2012 oder in den Niederlanden der Verlag Elsevier seit 2011.

## Methodik
Bei dem Patron-Driven-Acquisition-Modell werden dem Kunden E-Books zur Nutzung bereitgestellt, die die Bibliothek noch nicht erworben hat. Hierfür werden die Metadaten der E-Books, die über ein PDA-Modell angeboten werden sollen, in den Bibliothekskatalog eingespielt. Bei Klick auf ein solches E-Book wird der Kunde auf eine kostenlose Voransicht dieses E-Books weitergeleitet.
Entscheidet sich der Kunde für die Nutzung dieses E-Books, wird je nach PDA-Anbieter ein Kauf oder eine elektronische Leihe des E-Books ausgelöst. In beiden Fällen kann der Kunde das E-Book in der Regel bis zu sieben Tagen nutzen.
Die Anzahl der ausdruckbaren Seiten wurde durch die Verlage jedoch auf ca. 20 % der Gesamtseitenanzahl limitiert.

## Typen von Patron-Driven-Acquisition-Modellen
Je nachdem, ob bei der Umsetzung der PDA der Erwerbungsvorgang moderiert wird oder nicht, spricht man von einem moderierten oder einem nicht-moderierten PDA-Modell.

### Moderiertes Patron-Driven-Acquisition-Modell
Eine Moderation findet immer dann statt, wenn die Bibliothek als letzte Instanz an der Entscheidung über die Erwerbung eines Titels beteiligt ist und sich „die intellektuelle Kaufentscheidung vorbehält“.
So ist der „tatsächliche Kauf [immer] von der vorherigen Zustimmung des zuständigen Fachreferats abhängig“.
Dabei obliegt der Bibliothek die Entscheidung, ob der Titel per Sofortkauf oder per Kurzausleihe den Kunden zur Verfügung gestellt werden soll.

### Nicht-moderiertes Patron-Driven-Acquisition-Modell
Wird ein PDA-Modell nicht moderiert, findet die Erwerbung voll automatisiert ohne Eingriff der Bibliothek statt.
Es „erlaubt den kaufauslösenden Zugriff durch Nutzer/innen ohne jede Einschränkung“ („Auto Purchase“).
Je nach Anbieter oder Vorgaben der Bibliothek kann das PDA-E-Book dann entweder automatisch gekauft oder mittels einer elektronischen Kurzausleihe zunächst für einen begrenzten Zeitraum „ausgeliehen“ werden. Ab einer gewissen Anzahl an Kurzausleihen pro Titel wird ebenfalls ein automatischer Kauf ausgelöst.

## Umsetzung in Bibliotheken
Entscheidet sich eine Bibliothek für die Umsetzung der PDA, muss sie sich zunächst aus einer Reihe von PDA-Anbietern einen geeigneten Anbieter auswählen. Die Geschäftsmodelle zur Umsetzung der PDA sind von Anbieter zu Anbieter sehr unterschiedlich und bieten somit auch Variationsmöglichkeiten in der Umsetzung der PDA.
Die zweite Entscheidung, die eine Bibliothek treffen muss, ist ob der Erwerbungsvorgang moderiert oder nicht moderiert ablaufen soll.
Sie ist abhängig davon, in welchem Grad die Bibliothek dem Nutzer die endgültige Kaufentscheidung überlassen möchte.

## Verbreitung
Bei der PDA handelt es sich um ein Erwerbungsmodell, dessen globale Verbreitung sich erst in den letzten Jahren vollzogen hat.
In Australien ist das Konzept der PDA schon vollständig in den traditionellen Buchauswahlprozess der Bibliotheken integriert. Heutzutage nutzen in Australien und Neuseeland 62 % der wissenschaftlichen Bibliotheken in verschiedenen Formen ein PDA-Modell und dies bereits seit mehr als vier Jahren.
Auch in Nordamerika und Großbritannien gewinnt PDA immer mehr an Zuspruch. Einige Institutionen planen längst künftige Etats für die Realisierung bzw. die Umsetzung der PDA ein und viele Bibliotheken experimentieren bereits mit dem System.
In nordamerikanischen, wissenschaftlichen Bibliotheken laufen Pilotprojekte, in denen die Umsetzung der PDA getestet wird. In einigen Bibliotheken wird seit 2010 ein PDA-Modell im Routinebetrieb genutzt, andere planen eine Einführung eines solchen Modelles im Jahr 2011. Weitere Institutionen geben an, ein PDA-Modell innerhalb der nächsten drei Jahre einführen zu wollen.
Ein Fünftel der nordamerikanischen, öffentlichen Bibliotheken haben 2012 PDA bereits umgesetzt und es hat sich zum bevorzugten Erwerbungsmodell entwickelt.
In Europa hat sich PDA jedoch noch nicht durchgesetzt, Bibliotheken in den Niederlanden und in Schweden bilden hier eine Ausnahme.
In Deutschland ist die PDA seit 2010 in den Bundesländern Bremen, Nordrhein-Westfalen, Sachsen, Baden-Württemberg, Bayern und Schleswig-Holstein auf dem Vormarsch:
An den Universitätsbibliotheken Mannheim, Bremen, Wuppertal, Bielefeld, Würzburg, im Forschungszentrum Jülich, in der Fernuniversität Hagen, an der SLUB Dresden und in der Leihverkehrs- und Ergänzungsbibliothek (Flensburg) des Büchereisystems Schleswig-Holstein wurden PDA-Modelle von verschiedenen Anbietern teilweise ab 2010 getestet. Ab 2012 wurde eine Umsetzung der PDA auch in der UB Leipzig, der UB Erlangen-Nürnberg und in der Bayerischen Staatsbibliothek erprobt. Die SLUB Dresden übernahm im Februar 2012, nach dreimonatiger Testphase, ihr PDA-Pilotprojekt, das sie mit dem PDA-Modell der EBL und Schweitzer als EBL-Vertriebspartner realisierten, in den Routinebetrieb. In der USB Köln startete der Routinebetrieb PDA für Printmedien im Sommer 2012 und die Variante für E-Medien 2013.
Seit Mai 2013 wird nach einjähriger Testphase in der UB Leipzig das PDA-Modell sowohl für E-Books als auch für Printmedien genutzt. Die LEB (Leihverkehrs- und Ergänzungsbibliothek) der Büchereizentrale Schleswig-Holstein in Flensburg setzt seit 2014 die Bestandsaufbaumethode PDA für Printmedien mit wachsendem Erfolg ein.

## Akzeptanz in Deutschland
In Deutschland wird der Nutzen dieses Erwerbungsmodells kontrovers diskutiert. PDA-Kritiker befürchten, dass PDA zu einem unausgewogenen und nutzlosen Bestand führen könne, da Kunden im Gegensatz zu Bibliothekaren nur die kurzfristige Befriedigung ihrer Informationsbedürfnisse im Blick hätten und nicht die langfristige Bestandsentwicklung.
Diese kritische Meinung steht unter anderem in Zusammenhang mit der sogenannten „Bananenlegende“. Hier wurde durch ein unausgereiftes PDA-Modell ein gänzlich sinnloser, aber vollständiger Bestand zum Thema „banana“ erworben. Während der Erprobung eines der ersten PDA-Modelle führte eine Aufgabe über die Bananen-Industrie und die Recherchebemühungen zur Lösung dieser Aufgabe in Colorado zu diesem „banana“-Bestand. Sämtliche thematische Titel wurden geklickt und somit von der Bibliothek erworben. Heutige PDA-Modelle sind längst optimiert und um solche Fehler erhaben, dennoch hält sich seit acht Jahren die Erinnerung an diesen ersten misslungenen Feldversuch.